# مارتا برن
مارتا برن (انگلیسی: Martha Byrne؛ زادهٔ ۲۳ دسامبر ۱۹۶۹) یک هنرپیشه، فیلم‌نامه‌نویس، و خواننده اهل ایالات متحده آمریکا است.